# Azərbaycan Kuboku 2022-2023
La Azərbaycan Kuboku 2022-2023 è stata la 31ª edizione della coppa nazionale azera, iniziata il 22 novembre 2022 e terminata il 3 giugno 2023. Il Qarabağ era la squadra campione in carica.
Il Qəbələ si è aggiudicato il trofeo per la seconda volta nella sua storia, battendo in finale il Neftçi Baku per 1-0.

## Turno preliminare
Partecipano 8 squadre della Premyer Liqası e 4 della Birinci Divizionu. 
| Squadra 1            | Risultato | Squadra 2   |
| -------------------- | --------- | ----------- |
| 22 novembre 2022     |           |             |
| MOİK Baku            | 0 – 4     | Səbail      |
| Şamaxı               | 0 – 1     | Turan Tovuz |
| Qəbələ               | 5 – 0     | Araz        |
| 23 novembre 2022     |           |             |
| Kəpəz                | 1 – 0     | Sumqayıt    |
| Energetik Mingəçevir | 0 – 2     | Zirə        |
| Sabah                | 5 – 0     | Qaradağ     |

## Quarti di finale
Partecipano 6 squadre vincenti il turno preliminare e le altre 2 squadre della Premyer Liqası (Qarabağ e Neftçi Baku).
| Squadra 1                          | Totale | Squadra 2   | Andata | Ritorno     |
| ---------------------------------- | ------ | ----------- | ------ | ----------- |
| 8 dicembre 2022 / 19 dicembre 2022 |        |             |        |             |
| Qarabağ                            | 2 – 3  | Qəbələ      | 2 – 2  | 0 – 1       |
| 8 dicembre 2022 / 20 dicembre 2022 |        |             |        |             |
| Zirə                               | 2 – 3  | Neftçi Baku | 1 – 0  | 1 – 3 (dts) |
| 9 dicembre 2022 / 19 dicembre 2022 |        |             |        |             |
| Səbail                             | 4 – 2  | Sabah       | 3 – 2  | 1 – 0       |
| 9 dicembre 2022 / 20 dicembre 2022 |        |             |        |             |
| Kəpəz                              | 3 – 4  | Turan Tovuz | 1 – 2  | 2 – 2       |

## Semifinali
| Squadra 1                       | Totale | Squadra 2   | Andata | Ritorno |
| ------------------------------- | ------ | ----------- | ------ | ------- |
| 18 aprile 2023 / 27 aprile 2023 |        |             |        |         |
| Qəbələ                          | 4 – 2  | Səbail      | 3 – 2  | 1 – 0   |
| 19 aprile 2023 / 26 aprile 2023 |        |             |        |         |
| Turan Tovuz                     | 1 – 2  | Neftçi Baku | 1 – 0  | 0 – 2   |

## Finale
| Arbitro: | Məmmədov |

|  |           |                   |
|  | Marcatori | 102’ (rig.) Alimi |